# ششت الأنعام
قرية ششت الأنعام هي إحدى القرى التابعة لمركز إيتاي البارود في محافظة البحيرة في جمهورية مصر العربية. حسب إحصاءات سنة 2006، بلغ إجمالي السكان في ششت الأنعام 12107 نسمة، منهم 6289 رجل و5818 امرأة. من أشهر أبنائها الوزير الراحل محمد عبد القادر حاتم.

## التاريخ
قرية ششت الأنعام من القرى القديمة، حيث وردت باسم «ششت» في أعمال حوف رمسيس ضمن قرى الروك الصلاحي التي أحصاها ابن مماتي في كتاب قوانين الدواوين، كما وردت باسم «ششت» في أعمال البحيرة ضمن قرى الروك الناصري التي أحصاها ابن الجيعان في كتاب «التحفة السنية بأسماء البلاد المصرية». وفي العصر العثماني وردت باسم «ششت» في التربيع العثماني الذي أجراه الوالي العثماني سليمان باشا الخادم في عصر السلطان العثماني سليمان القانوني ضمن قرى ولاية البحيرة، وفي تاريخ 1228هـ/1813م الذي عدّ قرى مصر بعد المسح الذي قام به محمد علي باشا باسم «ششت الأنعام» ضمن قرى مديرية البحيرة.